# Assassinat de Chandra Levy
Pour les articles homonymes, voir Lévy.
L'assassinat de Chandra Ann Levy (14 avril 1977 - 1er mai 2001) est l'affaire du meurtre d'une stagiaire américaine au Bureau fédéral des prisons de Washington, DC, portée disparue en mai 2001. Chandra Levy est présumée assassinée après la découverte de ses restes squelettiques dans le parc Rock Creek en mai 2002. L’affaire concentre l’attention des médias américains pendant plusieurs années.
En raison d'un problème de communication, la police métropolitaine du district de Columbia (MPD) ne parvient pas à collecter des informations au parc Rock Creek pendant les recherches pour retrouver Chandra Levy, pourtant son corps sera retrouvé dans ce lieu un an après sa disparition. En outre, le MPD est informé que Ingmar Guandique, déjà arrêté pour avoir agressé des femmes dans ce même parc, avoue avoir agressé Chandra Levy, mais cette indication est rejetée. Le MPD se concentre plutôt sur la révélation selon laquelle Levy a une liaison avec le membre du Congrès Gary Condit, un démocrate marié qui effectue à l'époque son cinquième mandat, représentant le 18e district du Congrès de Californie, et est un membre éminent de la Commission permanente de la Chambre sur le renseignement. Gary Condit est en réunion avec le vice-président des États-Unis, Dick Cheney, au moment de la disparition de Levy et n'est jamais désigné comme suspect par la police. Il est finalement dégagé de toute implication. En raison du nuage de suspicion soulevé par l'intense attention médiatique sur la stagiaire disparue et la révélation ultérieure de l'affaire, Gary Condit perd sa tentative de réélection en 2002.
À la suite d'une série de rapports d'enquête du Washington Post en 2008, le MPD obtient finalement un mandat, le 3 mars 2009, pour arrêter Ingmar Guandique, identifié mais écarté des suspects par le MPD huit ans plus tôt. Il est reconnu coupable d'avoir agressé deux autres femmes au parc Rock Creek au moment de la disparition de Levy et est toujours en prison pour ces condamnations lorsque le mandat d'arrêt concernant la mort de Levy est émis. Les procureurs allèguent que Guandique a attaqué et ligoté Levy dans une zone reculée du parc et l'a laissée mourir. En novembre 2010, Guandique est reconnu coupable du meurtre de Chandra Levy ; il est condamné en février 2011 à 60 ans de prison. Cependant, en juin 2015, Guandique obtient un nouveau procès grâce à de nouvelles preuves en sa faveur. Le 28 juillet 2016, les procureurs annoncent qu'ils ne poursuivront pas l'affaire contre Guandique mais chercheront plutôt à le faire expulser. Dans l'épisode 3 de Chandra Levy: An American Murder Mystery sur l'affaire, il est mentionné qu'en mars 2017, Guandique perd sa tentative de rester aux États-Unis et est expulsé vers le Salvador, son pays natal, le 5 mai 2017. Le meurtre de Chandra Levy n'est toujours pas résolu.

## Éducation

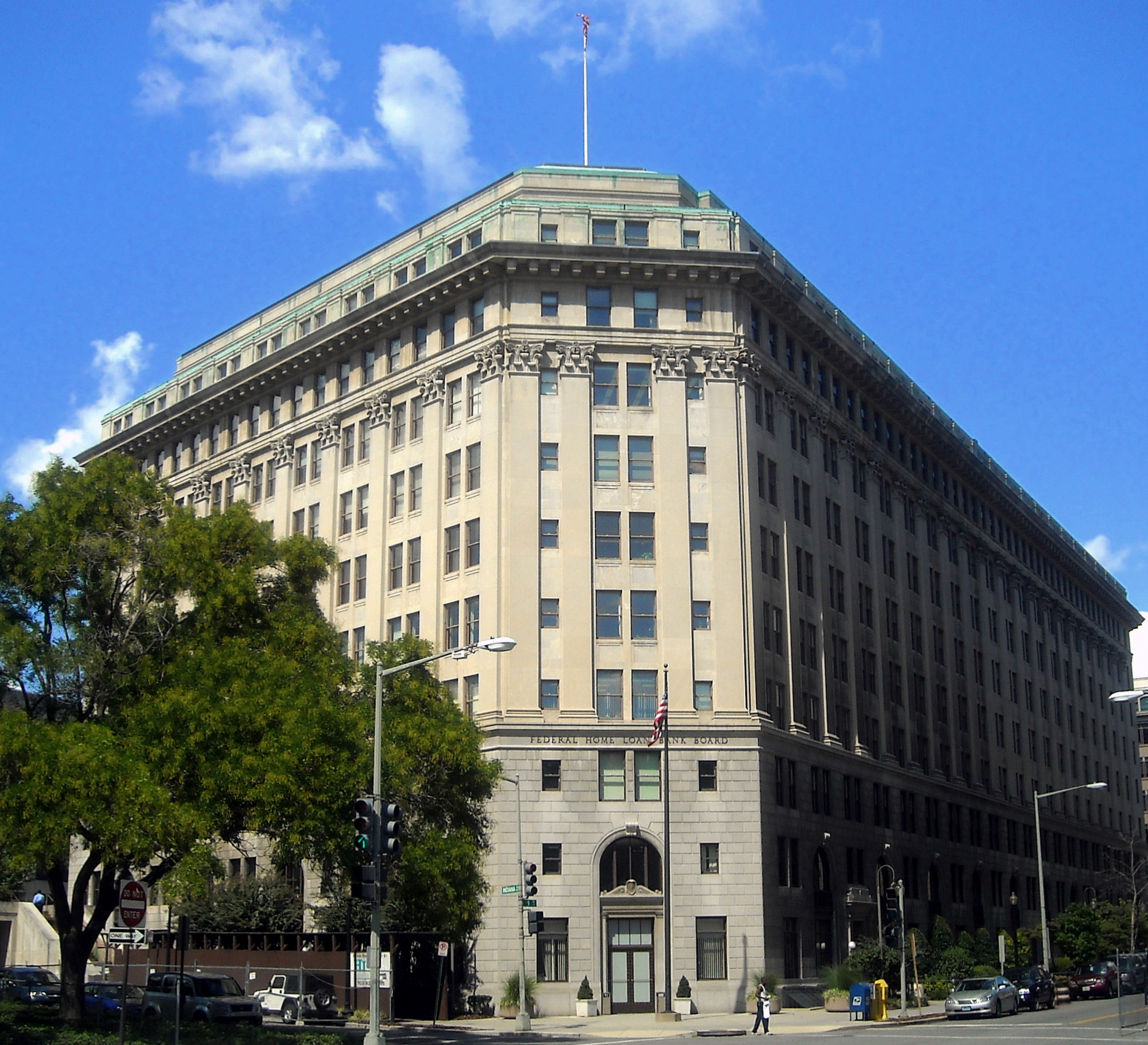
Levy a effectué un stage au bureau central du Bureau fédéral des prisons à Washington, D.C.

Chandra Levy naît à Cleveland, Ohio, de Robert et Susan Levy. La famille déménage à Modesto, en Californie, où elle fréquente le lycée Grace M. Davis (en). Au moment de sa disparition, ses parents sont membres de la Congrégation Beth Shalom, une synagogue juive conservatrice. Elle fréquente l'université d'État de San Francisco, où elle obtient un diplôme en journalisme. Après avoir effectué un stage au Bureau de l'enseignement secondaire de Californie et travaillé au bureau du Maire de Los Angeles, Richard Riordan, elle commence à fréquenter l'université de Californie du Sud pour obtenir une maîtrise en administration publique.
Dans le cadre de son dernier semestre d'études, Chandra Levy déménage à Washington, DC, pour devenir stagiaire rémunérée au Bureau fédéral des prisons,. En octobre 2000, elle commence son stage au siège du bureau, où elle est affectée à la division des affaires publiques. Son superviseur, le porte-parole du bureau Dan Dunne, est impressionné par le travail de Levy, en particulier par sa gestion des demandes des médias concernant l'exécution prochaine de Timothy McVeigh, reconnu coupable de l'attentat à la bombe contre le bâtiment fédéral Alfred P. Murrah. Le stage de Chandra Levy prend fin brusquement en avril 2001 parce que son admissibilité académique a expiré en décembre 2000. Elle a déjà terminé ses études de maîtrise et doit retourner en Californie mai 2001 pour obtenir son diplôme.

## Disparition et recherche
Chandra Levy est vue pour la dernière fois le 1er mai 2001. La police métropolitaine est alertée pour la première fois le 6 mai, lorsque les parents de Levy appellent de Modesto pour signaler qu'ils n'ont pas eu de nouvelles de leur fille depuis cinq jours. La police appelle les hôpitaux et visite l'appartement de Levy au Rond-point Dupond ce jour-là, n'ayant trouvé aucune indication d'acte criminel. Le 7 mai, le père de Levy déclare à la police que sa fille a une liaison avec un membre du Congrès américain et déclare le lendemain qu'il pense que ce membre du Congrès est le représentant américain Gary Condit. La tante de Chandra Levy appelle également la police et leur dit que sa nièce lui a confidentiellement parlé de cette affaire. La police obtient un mandat le 10 mai pour procéder à une perquisition officielle de l'appartement de la jeune femme. Les enquêteurs trouvent ses cartes de crédit, ses pièces d'identité et son téléphone portable laissés dans son sac à main, ainsi que des valises partiellement remplies. Le répondeur est plein, avec des messages laissés par ses proches et deux de Condit. Un sergent de police tente d'examiner l'ordinateur portable de Levy et corrompt par inadvertance les données de recherche sur Internet, n'étant pas un technicien qualifié.
Les experts en informatique mettent un mois à reconstituer les données avant de découvrir que l'ordinateur portable a été utilisé le matin du 1er mai pour rechercher des sites Web liés à Amtrak, Baskin-Robbins, Condit, Southwest Airlines et un rapport météo du Washington Post. Elle effectue une recherche particulière à 11 h 33 pour obtenir des informations sur le parc Rock Creek dans le "Entertainment Guide" du Washington Post, puis à 11 h 34, elle clique sur un lien pour afficher une carte du parc. Sa dernière recherche à 12 h 59 est sur l'Alsace-Lorraine, une région de France. Les détectives émettent ensuite l'hypothèse qu'elle a pu rencontrer quelqu'un au Manoir Pierce-Klingle (en) qui abrite le siège du parc. Le 25 juillet 2001, trois sergents de police de DC et 28 élèves-officiers de police fouillent le long de Glover Road dans le parc, mais ne réussissent pas à trouver de preuves liées à Chandra Levy. Plus tard, une deuxième tentative ne donne rien.
Les parents et amis de la jeune femme organisent de nombreuses veillées liturgiques et conférences de presse pour tenter de « ramener Chandra à la maison »,,.

## Relation avec Condit

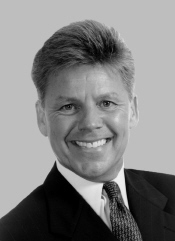
Le représentant américain Gary Condit (démocrate-Californie).

La controverse autour de la disparition de Chandra Levy attire l'attention des médias américains. Gary Condit, un homme marié qui représente le district du Congrès dans lequel réside la famille Levy, nie d'abord avoir eu une liaison avec elle. Bien que la police ait déclaré que Condit n'est pas un suspect, la famille Levy déclare qu'elle estime que Condit est évasif et cache peut-être des informations à ce sujet.
Des sources policières non identifiées ont allégué que Condit, a admis avoir eu une liaison avec Chandra Levy, lors d'un entretien avec des agents des forces de l'ordre, le 7 juillet 2001,. Condit la décrit à la police comme une végétarienne qui évite de boire et de fumer. Il pensait que Levy allait retourner à Washington, DC après avoir obtenu son diplôme et est surpris d'apprendre que le bail de son appartement est terminé. Les enquêteurs perquisitionnent l'appartement de Condit le 10 juillet. Ils interrogent l'hôtesse de l'air Anne Marie Smith, qui affirme que Condit lui a dit qu'elle n'a pas besoin de parler de sa vie personnelle au Federal Bureau of Investigation. Les autorités fédérales commencent à enquêter sur Condit pour une éventuelle entrave à la justice, car Smith est également impliquée dans une liaison avec lui. (Elle ne connaissait pas Levy.). Bouleversé par les fuites dans les médias, Condit refuse de se soumettre à un test polygraphique par la police de Washington. Son avocat affirme qu'il a passé un test administré par un examinateur privé le 13 juillet. Il évite de répondre aux questions directes lors d'une interview télévisée le 23 août avec la présentatrice de nouvelles Connie Chung dans l'émission Primetime Thursday d'ABC News. Une couverture médiatique intensive se poursuit jusqu'à ce que la nouvelle des attentats du 11 septembre prenne le dessus sur la disparition de Chandra Levy.
Dans un sondage national Fox News/Opinion Dynamics réalisé en juillet 2001 auprès de 900 électeurs inscrits, 44% des Américains interrogés pensent que Condit est impliqué dans la disparition de Levy et 27% pensent qu'il devrait démissionner. 51% des personnes interrogées pensent qu'il agit comme s'il était coupable ; 13% estiment qu'il devrait se présenter à nouveau aux élections. Un échantillon de sondage prélevé dans le district du Congrès de Condit donne une opinion plus favorable de Condit. Le 5 mars 2002, Condit perd l'élection primaire démocrate pour son siège au Congrès face à son ancien assistant, alors député, Dennis Cardoza (en), la controverse autour de la disparition de Chandra Levy étant citée comme un facteur contributif. Il est assigné à comparaître le 1er avril 2002 devant un grand jury du district de Columbia enquêtant sur la disparition. La date est gardée secrète pour éviter de nouvelles fuites. Condit quitte le Congrès à la fin de son mandat le 3 janvier 2003.

## Découverte de sa dépouille

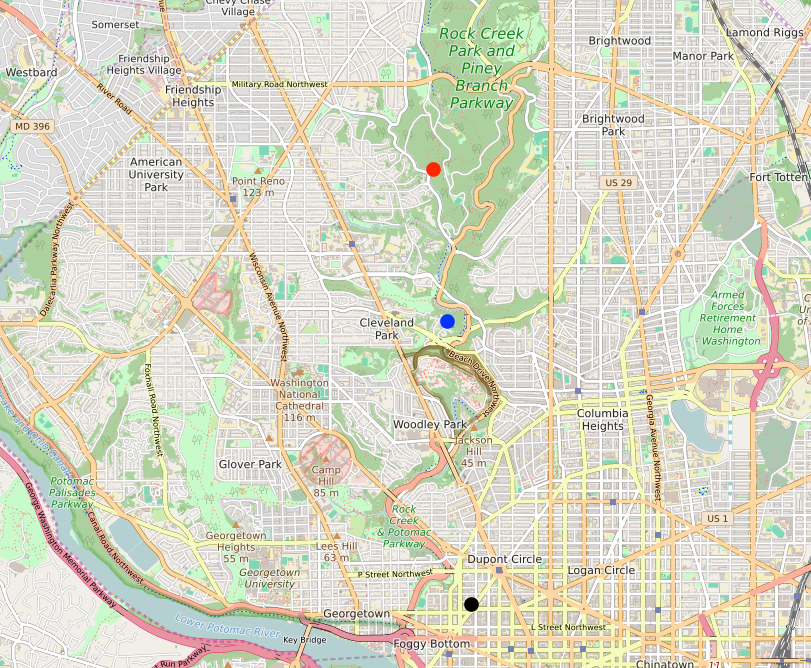
Cercle rouge : emplacement où le corps de Levy a été retrouvé Cercle bleu : siège du parc Cercle noir : l'appartement de Levy.

Le 22 mai 2002, vers 9 h 30 matin, des restes squelettiques correspondant au dossier dentaire de Chandra Levy sont découverts par un homme qui promenait son chien et recherchait des tortues au parc Rock Creek, près de Broad Branch Creek à Washington, DC. Les détectives trouvent des os et des objets personnels éparpillés, mais non enterrés, dans une zone boisée le long d'une forte pente. Un soutien-gorge de sport, un sweat-shirt, des leggings et des chaussures de tennis figurent parmi les preuves retrouvées. Bien que la police ait déjà fouillé plus de la moitié des 1 754 acres (709,818616068 ha) de la partie principale du parc à sa disparition en 2001, la pente boisée où les restes de Levy sont finalement retrouvés n'a pas été fouillée. En effet, en 2001, les commandants de la police ordonnent que les périmètres de recherche se situent à moins de 100 verges (91 m) de chaque route et sentier du parc, mais en raison d'un problème de communication, les agents n'ont fouillé qu'à moins de 100 verges de chaque route. Les restes sont retrouvés à environ quatre miles (6 km) de l'appartement de Chandra Levy.
Après une autopsie préliminaire, la police du District de Columbia annonce qu'il y a suffisamment de preuves pour ouvrir une enquête pour homicide. Le 28 mai, le médecin légiste de DC, Jonathan L. Arden, déclare officiellement la mort de Chandra Levy comme un homicide, mais ajoute : « Il y a moins de choses avec lesquelles travailler ici que je ne le souhaiterais. Il est possible que nous ne sachions jamais précisément comment elle est morte. ». Arden trouve des lésions à son os hyoïde, suggérant qu'elle a peut-être été étranglée, mais il ne les considère pas comme une preuve concluante d'une telle cause de décès. Le 6 juin, après que la police ait terminé ses recherches, des enquêteurs privés engagés par la famille Levy trouvent son tibia avec du fil de fer torsadé à environ 25 yards (22,86 m) des autres restes. Le chef de la police, Charles H. Ramsey (en), déclare : « Il est inacceptable que ces éléments n'aient pas été retrouvés. ».

### Services commémoratifs
Le 28 mai 2002, la famille Levy organise un service commémoratif au Modesto Center Plaza qui attire plus de 1 200 personnes, certaines venant d'aussi loin que Los Angeles,,. Parmi les intervenants lors de la cérémonie de 90 minutes figurent le frère, la grand-mère, la grand-tante et les amis de Chandra Levy. Dans un éloge funèbre prononcé en hébreu et en anglais par le rabbin Paul Gordon, la jeune femme est décrite comme « une bonne personne qui nous a été enlevée beaucoup trop tôt ». Environ un an plus tard, le 27 mai 2003, les restes de Chandra Levy sont enterrés au cimetière Lakewood Memorial Park à Hughson, en Californie, près de sa ville natale de Modesto. En présence d'une quarantaine d'amis et de membres de la famille de la défunte, la cérémonie privée s'est terminée par la libération de 12 colombes blanches.

## Identification du principal suspect

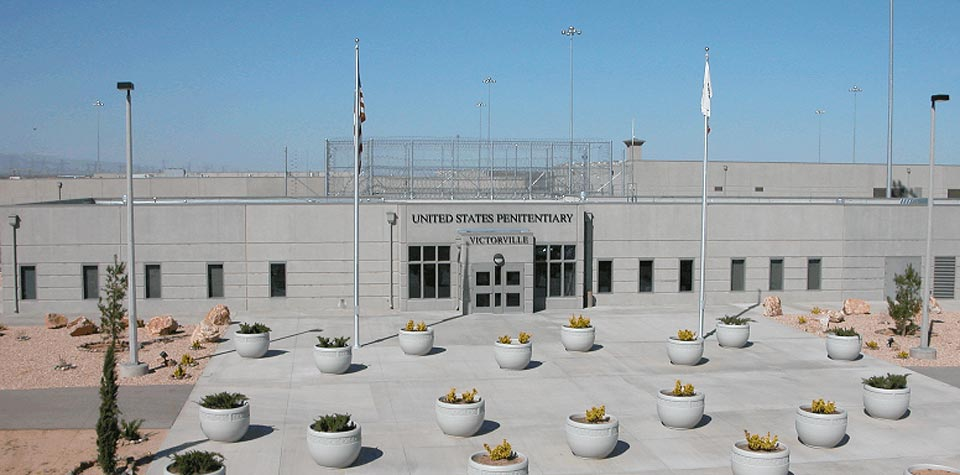
Guandique a été incarcéré au pénitencier américain de Victorville pour avoir agressé deux autres femmes à Rock Creek Park.

En septembre 2001, la police de Washington, DC et les procureurs fédéraux sont contactés par l'avocat d'un informateur, détenu dans la prison du District de Columbia (en), qui affirme connaître l'assassin de Chandra Levy. L'informateur, dont l'identité est protégée pour sa sécurité, déclare qu'Ingmar Guandique, un immigrant sans papiers de 20 ans originaire du Salvador qui est également détenu en prison, lui a dit que Condit l'a payé 25 000 $ pour tuer Levy.
Les enquêteurs excluent l'histoire incluant Gary Condit car Guandique a déjà admis avoir agressé deux autres femmes dans le même parc où la dépouille de Chandra Levy a été retrouvée. Guandique ne s'est pas présenté au travail le jour de la disparition de la jeune femme. L'ancienne logeuse du détenu rappelle que son visage était égratigné et meurtri à cette époque. Les enquêteurs de l'affaire Levy n'interrogent pas les autres victimes de parc Rock Creek. Le chef de la police Ramsey évite de qualifier Guandique de suspect et le décrit comme une « personne d'intérêt », disant aux journalistes de ne pas « trop en faire » à son sujet. Le chef adjoint Terrance W. Gainer (en) déclare que si Guandique est considéré comme un suspect, la police de Washington l'aurait poursuivi « comme des mouches sur du miel ».
Guandique nie avoir attaqué Levy. Le 28 novembre, le FBI demande à l'informateur de passer un test polygraphique, auquel il échoue. Un test polygraphique sur Guandique, administré le 4 février 2002, donne des résultats non concluants qui sont officiellement jugés « non trompeurs ». Parce que ni l'informateur, ni Guandique ne parlent couramment l'anglais, le détective en chef de DC, Jack Barrett, déclare qu'il aurait préféré que les tests polygraphiques soient administrés par des examinateurs bilingues, qui ne sont pas disponibles à l'époque. Lorsque la juge Noel Anketell Kramer est interrogée sur le lien potentiel entre Guandique et l'homicide de Levy, elle répond : « Il s'agit vraiment d'un problème satellite. Pour moi, cela n'a rien à voir avec cette affaire. ». Kramer condamne Guandique à 10 ans de prison pour ses attaques contre deux autres femmes au parc Rock Creek. Guandique est envoyé au pénitencier fédéral Big Sandy (en) près d'Inez, Kentucky, et est ensuite transféré au pénitencier fédéral de Victorville (en), en Californie.

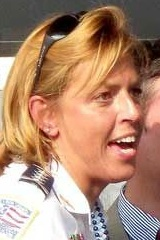
Cathy L. Lanier, cheffe du département de la police métropolitaine en 2009.

L'homicide de Levy reste répertorié comme une « affaire non résolue » jusqu'en 2006, lorsque Cathy L. Lanier succède à Ramsey en tant que cheffe de la police de Washington DC. Lanier remplace le détective principal chargé de l'affaire par trois enquêteurs chevronnés qui ont plus d'expérience en matière d'homicide. En 2007, les rédacteurs du Washington Post chargent une nouvelle équipe de journalistes de réexaminer l’affaire Levy pendant un an. La série d'articles qui en résulte, publiée au cours de l'été 2008, se concentre sur l'échec passé de la police à enquêter pleinement sur le lien entre Guandique et les attaques du parc Rock Creek. En septembre 2008, les enquêteurs fouillent la cellule de la prison fédérale de Guandique en Californie et trouvent une photo de Levy qu'il a sauvegardée dans un magazine. La police interroge des connaissances de Guandique et des témoins des autres incidents du parc Rock Creek.
Le 3 mars 2009, la Cour supérieure du district de Columbia émet un mandat d'arrêt contre Guandique. Il est remis sous la garde du département des services correctionnels du district de Columbia le 20 avril via le Centre de transfert fédéral de la ville d'Oklahoma (en). Deux jours plus tard, Guandique est accusé à Washington du meurtre de Levy. Il est inculpé par un grand jury de six chefs d'accusation : enlèvement, meurtre au premier degré commis lors d'un enlèvement, tentative d'abus sexuel au premier degré, meurtre au premier degré commis lors d'une infraction sexuelle, tentative de vol qualifié et meurtre au premier degré commis lors d'un vol. Guandique plaide non coupable lors de sa mise en accusation et la date du procès est initialement fixée au 27 janvier 2010. Ses avocats font valoir que la cellule de la prison fédérale de Guandique ne relève pas de la compétence d'une perquisition ordonnée par le tribunal. Après que des erreurs de traitement ont contaminé certaines des preuves recueillies avec l'ADN d'employés de l'accusation, la date de début du procès au Palais de justice H. Carl Moultrie (en) est reportée au 4 octobre 2010.

## Procès et appels

### Procès de Guandique

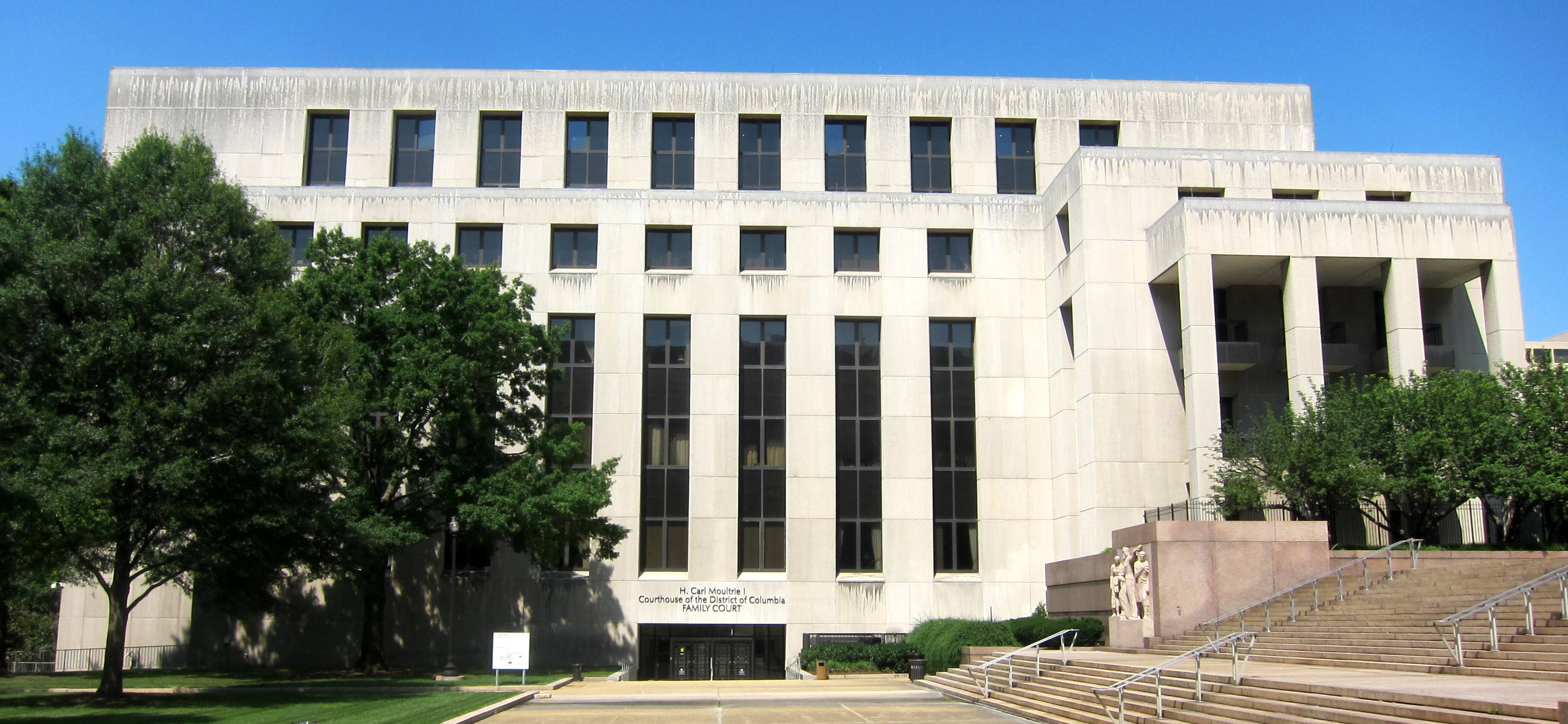
Guandique a été jugé au palais de justice H. Carl Moultrie à Washington, D.C..

Le 18 octobre 2010, la sélection du jury commence à la Cour supérieure du district de Columbia devant le juge Gerald Fisher (en). Le procureur adjoint des États-Unis, Fernando Campoamor-Sanchez, présente les noms de témoins potentiels pour le procès, notamment l'agent du FBI Brad Garrett et les deux femmes pour lesquelles Guandique est reconnu coupable d'agression. Au début du procès, la présentation des arguments de l'accusation devait durer environ quatre semaines et celle de la défense une journée. Les 25 et 26 octobre, Halle Shilling et Christy Wiegand témoignent avoir été attaquées par Guandique alors qu'elles faisaient du jogging de manière indépendante dans le parc Rock Creek. Wiegand raconte que Guandique l'a attrapée par derrière, l'a traînée dans un ravin et lui a mis un couteau contre le visage.
Le 26 octobre 2010, Robert, le père de Chandra Levy, alors âgé de 64 ans, prend la parole et réfute les déclarations concernant ses soupçons passés à l'égard de Condit. Robert Levy témoigne qu'il a déclaré aux autorités au cours des premières années de l'enquête que sa fille Chandra aurait été trop prudente pour faire du jogging seule dans les bois, mais il déclare qu'il ne croie plus que cela soit vrai. Il déclare avoir également dit à la police que sa fille et Condit avaient un projet de mariage dans cinq ans. Rétrospectivement, Robert Levy admet : « J'ai juste dit tout ce qui me venait à l'esprit juste pour le désigner comme le méchant. ». Il ajoute qu'il était convaincu que Condit était « coupable jusqu'à ce que nous ayons entendu parler de ce personnage ici », faisant référence à Guandique. Le 1er novembre, Condit témoigne au procès et on lui demande à au moins trois reprises si lui et Chandra Levy avaient eu une relation sexuelle. Il répond : « Je ne vais pas répondre à cette question touchant à ma vie privée et celle de Chandra. ». Le biologiste du FBI, Alan Giusti, témoigne que la semence trouvée sur les sous-vêtements dans l'appartement de la jeune femme contiennent du sperme correspondant au profil ADN de Condit.
Le témoin à charge Armando Morales, qui partageait une cellule avec Guandique au pénitencier américain du Kentucky, déclare que Guandique craignait d'être transféré entre les prisons en 2006 en raison de la violence des détenus contre des violeurs présumés. Morales déclare que Guandique, membre du gang Mara Salvatrucha, lui avait confié qu'il a tué Chandra Levy alors qu'il tentait de la voler, mais déclare qu'il ne l'avait pas violée,. L'accusation clôt son dossier le 10 novembre en abandonnant deux des six accusations portées contre Guandique : agression sexuelle et meurtre associé à cette agression. Le 15 novembre, la défense met fin à ses arguments sans appeler Guandique à la barre. D'autres témoins de prison cités par la défense réfutent le témoignage de Morales. Jose Manuel Alaniz déclare que Guandique n'a fait aucune mention de viol ou de meurtre lorsqu'il partageait une cellule avec Alaniz et Morales au pénitencier du Kentucky. Alaniz admet lors du contre-interrogatoire qu'il « ne voulait pas être trop curieux » et qu'il dormait souvent à la prison alors qu'il se remettait d'une blessure par balle. L'accusation abandonne deux autres accusations en raison du délai de prescription : enlèvement et tentative de vol. Lors des plaidoiries finales pour les autres accusations de meurtre au premier degré commis lors d'un enlèvement et lors d'un vol, la procureure Amanda Haines soutient que Guandique avait ligoté et bâillonné Levy après l'avoir attaquée, la laissant mourir de déshydratation ou d'exposition dans le parc. L'avocat de la défense, Santha Sonenberg, réplique en soulignant l'absence de toute preuve ADN reliant Guandique à la scène du crime. Qualifiant le dossier de l'accusation de « fiction », Sonenberg suggère que Chandra Levy a été assassinée ailleurs et que son cadavre a été jeté dans le parc.
Le jury commence ses délibérations le 17 novembre 2010. Les procédures prévues pour l'affaire sont retardées en raison du renforcement de la sécurité au palais de justice. Après deux jours de délibérations, tous les jurés sauf un ont voté pour condamner Guandique. Le troisième jour, le jury demande au juge Gerald Fisher de clarifier la définition d'agression. Fisher répond que toute blessure physique peut légalement être considérée comme une agression, aussi petite soit-elle. Le 22 novembre 2010, le jury déclare Guandique coupable des deux autres chefs d'accusation de meurtre au premier degré. Après le procès, un juré déclare que le témoignage de Morales a été décisif pour parvenir au verdict. La condamnation est qualifiée de « miracle » car elle n'est obtenue que sur la base de preuves circonstancielles. Gladys Weatherspoon, qui avait déjà représenté Guandique dans les affaires d'agression de 2001, déclare qu'elle est troublée par le verdict du jury : « Je pense simplement qu'ils vont le condamner de toute façon... Ils se sentaient mal pour cette femme, la mère assise là-bas tous les jours. ». Lors d'une conférence de presse après le procès, Susan Levy déclare : « Il y aura toujours un sentiment de tristesse. Je peux sûrement vous le dire, ce n'est pas une clôture. ». Depuis la conclusion du procès, Susan Levy prend des mesures pour garder les preuves photographiques de la dépouille de sa fille scellées et inaccessibles aux médias.

### Condamnation et appels
Le 1er février 2011, les avocats de Guandique demandent un nouveau procès (en) au motif que le verdict n'a pas été obtenu de manière régulière. Le dossier de 17 pages affirme que les procureurs ont fait appel aux émotions du jury, en utilisant « des références à des faits non présentés avec preuve ». La requête allègue également qu'un juré, qui n'a pas pris de notes, a enfreint les instructions du juge de ne pas se laisser « influencer par les notes d'un autre juré ». L'accusation s'est opposée à un nouveau procès, arguant que la question concernant les notes n'est qu'un détail technique qui n'a pas d'effet significatif sur le verdict.
Guandique encoure une peine minimale de 30 ans jusqu'à un maximum d'emprisonnement à perpétuité sans possibilité de libération conditionnelle,. En demandant la peine la plus élevée possible, les procureurs déclarent que Guandique « est incapable de se contrôler et restera donc toujours un danger pour les femmes ». Une note soumise par l'accusation en février 2011 fait état du harcèlement par Guandique du personnel féminin en prison, notamment en sollicitant une infirmière et en se masturbant devant des gardiennes. Le procureur adjoint des États-Unis, Fernando Campoamor-Sanchez, révèle qu'il s'est rendu au Salvador avec un détective pour enquêter sur les allégations selon lesquelles Guandique aurait fui son pays natal en raison d'attaques présumées contre des femmes locales remontant à 1999. Lors de l'audience de détermination de la peine le 11 février, Guandique déclare à la famille de Chandra Levy : « Je suis désolé pour ce qui est arrivé à votre fille » et insiste sur son innocence. Susan Levy lui dit : « L'avez-vous vraiment tué ? Regardez-moi dans les yeux et dites-moi. », avant que le juge Gerald Fisher ne lui rappelle à de s'adresser au tribunal plutôt qu'à l'accusé. Le juge rejette la demande d'un nouveau procès de Guandique et prononce une peine de 60 ans de prison, déclarant que l'accusé « sera un danger pendant un certain temps. C'est un prédateur sexuel ».
Guandique réitère son innocence lors de sa condamnation. Il maintient son innocence au cours des années qui ont suivi le procès.
Le 25 février 2011, le défenseur public James Klein dépose un recours de la condamnation de Guandique auprès de la Cour d'appel du district de Columbia. Selon le rapport annuel du tribunal, les appels prennent en moyenne 588 jours pour parvenir à une résolution. En décembre 2012 et janvier 2013, une série d'audiences secrètes est annoncée publiquement, mais le sujet de ces audiences est scellé par le juge,,. Après une troisième audience en février 2013, le juge chargé de l'affaire dévoile les transcriptions des audiences précédentes, révélant que Klein cherchait à obtenir un nouveau procès basé sur de nouvelles preuves dans l'affaire. Une quatrième audience est prévue pour avril 2013.

### Charges abandonnées
En mai 2015, les procureurs abandonnent leur opposition à un nouveau procès. Cela fait suite aux affirmations de la défense selon lesquelles le témoin vedette de l'accusation, Armando Morales, s'est parjuré à la barre. La défense soutient que les procureurs n'avaient pas révélé que Morales était un informateur en prison ayant la réputation d'être indigne de confiance. Morales nie avoir jamais été un informateur. La défense fait également valoir que Morales a inventé les aveux de Guandique afin de renforcer sa notoriété auprès des procureurs. Le 3 juin 2015, la défense déclare qu'un nouveau témoin, un voisin, avait appelé le 911 à 16 h 37 le dernier jour où Chandra Levy était en vie, afin de rapporter avoir entendu un « cri à glacer le sang », venant peut-être de l'appartement de la jeune femme. Le lendemain, le juge Gerald Fisher ouvre le droit à une requête pour un nouveau procès. La date de celui-ci est fixé par le juge Robert E. Morin (en) le 1er mars 2016, mais il est finalement reporté au 11 octobre,.
En novembre 2015, les procureurs déclarent à un juge de la Cour supérieure de Washington que leur bureau n'avait pas remis des documents à la défense avant le premier procès de l'accusé. En décembre 2015, les avocats de la défense font valoir dans de nouveaux dossiers judiciaires que les accusations envers Guandique devraient être abandonnées en raison de ces erreurs.
Plus précisément, la défense fait valoir qu'elle n'avait reçu que deux des trois pages d'une note détaillant les contacts des procureurs avec Morales. Au procès, il avait déclaré qu'il n'avait jamais coopéré avec les forces de l'ordre avant l'affaire Levy. La première page manquante indique qu'il avait déjà contacté les forces de l'ordre pour discuter des activités des gangs, y compris des actions des gangs auxquels il appartenait. La défense fait valoir que cette information leur avait été délibérément cachée, car cela pourrait suggérer que Morales ait obscurci son témoignage pour gagner les faveurs des procureurs.
Le 28 juillet 2016, les procureurs annoncent qu'ils ne poursuivront pas l'affaire contre Guandique et qu'ils cherchent plutôt à le faire expulser. Selon le Washington Post, les procureurs ont perdu confiance dans l'affaire après avoir appris que Morales, qui vit maintenant dans le Maryland, avait été secrètement enregistré en train d'admettre avoir menti à la barre des témoins lors du procès de 2010. Babs Proller, la femme qui a réalisé l'enregistrement, l'a remis à la police. Le bureau du procureur américain déclare simplement que, sur la base de nouvelles informations révélées la semaine précédente, il n'y avait plus suffisamment de preuves pour procéder à un nouveau procès. Dans l'épisode 3 de "An American Murder Mystery" sur l'affaire, il est mentionné qu'en mars 2017, Guandique perd sa tentative de rester aux États-Unis et est expulsé vers le Salvador, son pays natal en mai.

### Procédures disciplinaires contre les procureurs
Les avocats de la défense de Guandique pensent que Campoamor-Sánchez et Haines ont délibérément omis de remettre la première page du mémo de Morales. Ils déposent une plainte en ce sens auprès de l'Office de la responsabilité professionnelle (OPR) du ministère de la Justice. Après deux ans d’enquête, l’OPR ne trouve aucune violation éthique ou légale.
Campoamor-Sánchez quitte le ministère de la Justice pour travailler à la Securities and Exchange Commission et Haines prend sa retraite. En 2020, le Bureau du conseil disciplinaire (ODC) du barreau du district de Columbia (en) annonce qu'il enquêtera sur les allégations ; il porte plainte en mai 2020.
Lors de l'audience, les deux avocats témoignent en leur faveur. Haines pensait que le mémo complet avait été remis à la défense et que celle-ci avait perdu la première page. Elle ne pense pas que les procureurs auraient eu une quelconque raison de refuser de divulguer cette information, dans la mesure où cela ne nuisait pas sérieusement à leur dossier ; mais elle a parfois tardé à fournir à la défense des informations plus précises sur les témoins, car certains procès avaient conduit au meurtre de ces témoins. Elle et Campoamor-Sánchez témoignent qu'ils s'étaient affrontés sur ce qu'il fallait remettre à la défense et quand, car à l'époque il n'y avait pas de règles claires au sein du ministère de la Justice à ce sujet. Cette situation conduit à de plus grands affrontements entre les deux procureurs sur qui interrogerait Morales au procès et qui gérerait la plaidoirie finale (en) de l'affaire. Campoamor-Sánchez devait initialement faire les deux, mais Haines s'est réaffecté ces tâches, laissant le premier à la marge du procès.
Trois mois plus tard, l'ODC annonce sa conclusion préliminaire selon laquelle les deux procureurs ont violé les règles du barreau exigeant qu'ils divulguent des preuves potentiellement disculpatoires aux avocats de la défense, et recommande que tous deux soient suspendus de l'exercice du droit pendant six mois. Tous deux contestent cette punition, l'avocat de Haines la qualifiant de « désarticulée – à la fois par rapport à la réalité et à tout précédent juridique ou logique ». Elle et Campoamor-Sánchez nient tout acte répréhensible.

## Couverture médiatique
La disparition de Chandra Levy devient un sujet national des médias d'information à l'été 2001, avec 63 % des Américains suivant de près l'affaire. Les médias submergent les parents de Levy à partir du moment où ils décident de se rendre à Washington, DC, à la recherche de leur fille. Selon Condit, une centaine de journalistes campaient devant son appartement dans la matinée du 11 septembre 2001, mais ils sont tous partis après la diffusion de la nouvelle des attentats terroristes de ce jour-là à New York et à Washington. Les critiques des médias et les responsables de chaînes d'information en continu citent ensuite l'affaire Levy, ainsi que la couverture sensationnaliste concomitante d'une série d'attaques de requins, comme un reflet de la manière dont l'information était diffusée aux États-Unis avant que les attentats du 11 septembre ne soient devenus prioritaires,.
En 2002, le journal de DC Roll Call rapporte pour la première fois le lien possible d'Ingmar Guandique avec l'affaire, avec peu d'effet sur l'attention portée par les médias à Condit. La commentatrice conservatrice Michelle Malkin souligne l'absence de gros titres selon lesquels un immigrant clandestin avait été interrogé dans l'affaire Levy. Elle déclare que dans son examen des 115 articles d'actualité de la base de données LexisNexis, pas une seule mention de Guandique ne faisait référence à son statut d'« étranger criminel en situation irrégulière ». Elle qualifie « l’omission flagrante » de son statut d’« acte de négligence digne d’intérêt ». Elle écrit que seul le très conservateur Human Events (en) rapportait que le Service de l'Immigration et de la Naturalisation a approuvé son travail légalement alors qu'il demandait statut de protection temporaire (en). Cette demande est finalement rejetée, mais après qu'il a agressé deux femmes au parc Rock Creek.
En 2005, le journaliste d'investigation Dominick Dunne déclare sur Larry King Live qu'il pense que Gary Condit avait plus d'informations sur l'affaire Levy qu'il n'en avait divulgué. Condit intente deux poursuites contre Dunne, le forçant à conclure un règlement financier non divulgué sur l'une d'entre elles. En 2008, le juge de district américain Peter K. Leisure (en) rejette l'autre plainte pour calomnie, car « le contexte dans lequel les déclarations de Dunne ont été faites démontre qu'elles faisaient partie d'une discussion sur la « spéculation » dans les médias et sur une couverture médiatique inexacte ».
Au cours de l'été 2008, le Washington Post publie une série de 13 épisodes présentée, en partie, comme « une histoire du journalisme à sensation et de la presse grand public qui ont contribué à faire dérailler l'enquête ». Les deux journalistes d'investigation à l'origine de la série, Scott Higham (en) et Sari Horwitz (en), écrivent un livre détaillant leur enquête. Il est intitulé Finding Chandra (en) et est publié en mai 2010. Des commentateurs s'interrogent sur l'importante couverture médiatique du meurtre d'une femme blanche et glamour par rapport à d'autres crimes commis. Robert Pierre, journaliste du Washington Post déclare alors que « environ 200 personnes sont tuées dans cette ville chaque année, pour la plupart des hommes et des noirs », est « absolument absurde et oserais-je dire, raciste, à la base »,.
Les médias sont critiqués pour leur « précipitation à juger » en suggérant, parfois de manière flagrante, que Condit était coupable du meurtre, en particulier dans les premiers jours de l'enquête,. Certains des journalistes qui campaient devant l'immeuble de Condit à Washington auraient déclaré qu'ils y resteraient « jusqu'à sa démission »,. Lorsque Ingmar Guandique est reconnu coupable du meurtre de Levy en novembre 2010, l'avocat de Condit, Bert Fields, déclare : « C'est une justification totale mais cela arrive un peu tard. Qui lui rend sa carrière ? ».
À l'occasion du 17e anniversaire de l'homicide, la mère de Chandra Levy continue de faire pression pour qu'une enquête plus approfondie soit menée sur la mort de sa fille.
Un épisode du podcast You're Wrong About (en) sorti le 25 mai 2020, passe en revue les événements entourant sa disparition et sa recherche.

## Impact
La mort de Chandra Levy a eu un impact durable, en partie grâce aux efforts de sa famille et de ses amis. La disparition de la jeune femme est arrivée après un certain nombre d'autres cas très médiatisés qui ont conduit à la création de ressources pour les jeunes adultes disparus. Par exemple, les parents de Levy ont rapidement demandé l'aide de la Carole Sund/Carrington Memorial Reward Foundation, un groupe à but non lucratif créé à Modesto après la disparition de trois touristes féminines lors d'un voyage en 1999 au parc national de Yosemite et qui ont ensuite été retrouvées assassinées. Cette fondation, qui a offert son soutien à la famille Levy et a contribué à une récompense en espèces pour les informations sur la disparition de Chandra, est fusionnée avec le Fonds de recherche et de sauvetage de Laci et Conner (en) en 2009. Susan Levy avait déjà participé aux efforts visant à retrouver Laci Peterson, une autre femme disparue de Modesto.
En 1997, lorsque Kristen Modafferi (en) disparaît mystérieusement de la région de la baie de San Francisco, trois semaines seulement après son 18e anniversaire, ses parents se sont tournés vers leur députée pour obtenir de l'aide, car ils n'étaient pas éligibles pour recevoir l'aide du Centre national pour les enfants disparus et exploités. En conséquence, le Congrès promulgue la « Loi Kristen » en octobre 2000, qui a créé le Centre national pour les adultes disparus (NCMA) au sein du ministère américain de la Justice afin de coordonner les cas de disparition de ces personnes. Au moment où Chandra Levy disparaît, des institutions sont en place pour apporter un soutien à sa famille et l'aider dans les recherches à l'échelle nationale pour la retrouver. Bien que la famille Levy ait rapidement mobilisé toutes les ressources disponibles, notamment en offrant une récompense en espèces pour toute information, en engageant ses propres enquêteurs et en recherchant l'attention des médias, ces efforts pour localiser Chandra Levy ou retrouver son assassin ont été éclipsés par les spéculations qui ont entouré sa possible relation avec Condit. Susan Levy s'est ensuite associée à Donna Raley, la mère d'une autre jeune femme disparue de Modesto en 1999, pour former « Wings of Protection », un groupe de soutien pour les personnes dont des proches ont disparu,. La société Mary Ann Liebert (en), éditrice du Journal of Women's Health and Gender-Based Medicine, remet son prix annuel à Susan Levy pour son travail avec « Wings of Protection » en mai 2002.
Le magazine Newsweek déclare que les médias sont peut-être devenus plus sceptiques quant à « l'effet de meute » et ouverts à d'autres suspects après l'affaire Levy. La police de Washington affirme qu'elle aurait découvert le corps de Chandra Levy plus tôt sans le malentendu concernant la portée de la fouille. Les commandants avaient ordonné qu'une recherche soit menée dans un périmètre de 100 verges (91 m) de chaque route et sentier du parc Rock Creek, mais les recherches n'ont été effectuées qu'à moins de 100 verges de chaque route, de sorte que le corps est resté inaperçu pendant une période plus longue.
Le chef des détectives, Jack Barrett, et le chef de la police, Charles H. Ramsey, ont depuis quitté les forces de l'ordre à Washington, DC. Ramsey est devenu chef du Département de police de Philadelphie (en) ; Barrett, devenu analyste pour une société de soutien au renseignement dans le comté d'Arlington, en Virginie, déclare rétrospectivement que les médias avaient imposé « d'énormes pressions » sur la police de Washington, DC. Condit prend sa retraite de la politique et déménage à Phoenix, en Arizona, avec sa femme pour gérer l'immobilier et ouvrir deux franchises Baskin-Robbins, qui ont depuis fermé leurs portes,.